# Calomela
Calomela es un género de escarabajos de la familia Chrysomelidae. En 1840 Hope describió el género. Contiene las siguientes especies:
- Calomela ioptera Baly, 1856
- Calomela relicta Reid, 1989
- Calomela selmani Daccordi, 2003